# جزیره اروپا
جزیره اروپا (به فرانسوی: Île Europa) یک جزیره مرجانی گرمسیری و کم ارتفاع به مساحت ۲۸ کیلومتر مربع در کانال موزامبیک است. این جزیره از سال ۱۸۹۷ توسط فرانسه اداره می‌شود و با این حال مورد ادعای موزامبیک نیز قرار دارد. این جزیره مورد توجه دانشمندان قرار دارد و دارای یک ایستگاه هواشناسی نیز می‌باشد. به دلیل خالی از سکنه بودن، این جزیره جزئی از «جزایر متفرقه» فرانسه در اقیانوس هند است و در ناحیهٔ اداری «سرزمین‌های جنوبی و قطبی فرانسه» قرار گرفته‌است.

## تاریخچه
به نظر می‌آید این جزیره حداقل از قرن ۱۶ میلادی توسط دریانوردان رویت شده باشد. نام این جزیره برگرفته از کشتی اروپا است که در دسامبر ۱۷۷۴ به این جزیره وارد شد. تعدادی ویرانه در اروپا دیده می‌شود که متعلق به ساکنان سابق این جزیره هستند که سعی کردند در دهه‌های ۱۸۶۰ و ۱۹۲۰ در این جزیره سکنی گزینند، برای مثال خانوادهٔ روزیر در سال ۱۸۶۰ به آن وارد شدند اما پس از مدت کوتاهی آن را ترک کردند.

## نگارخانه

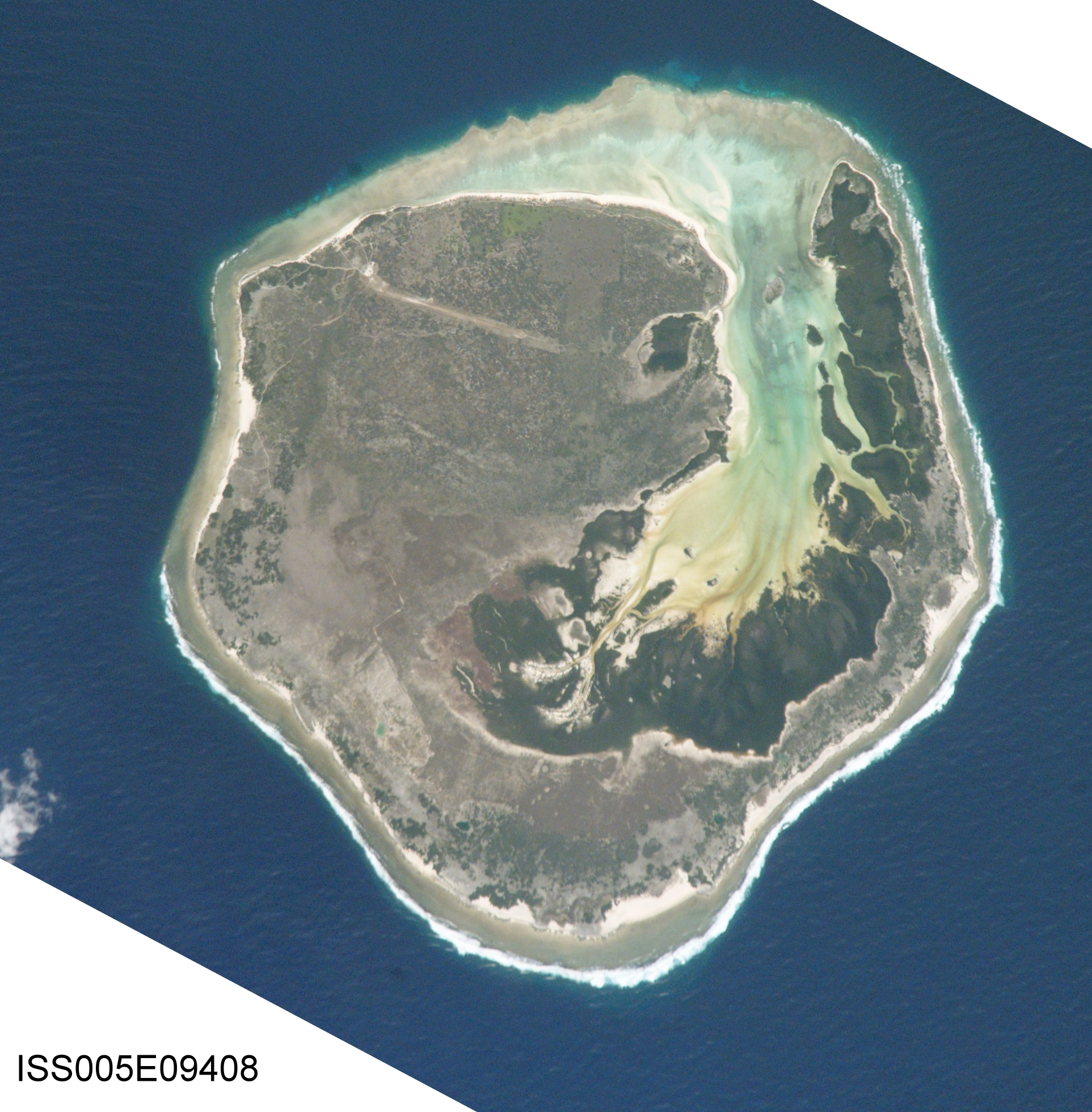
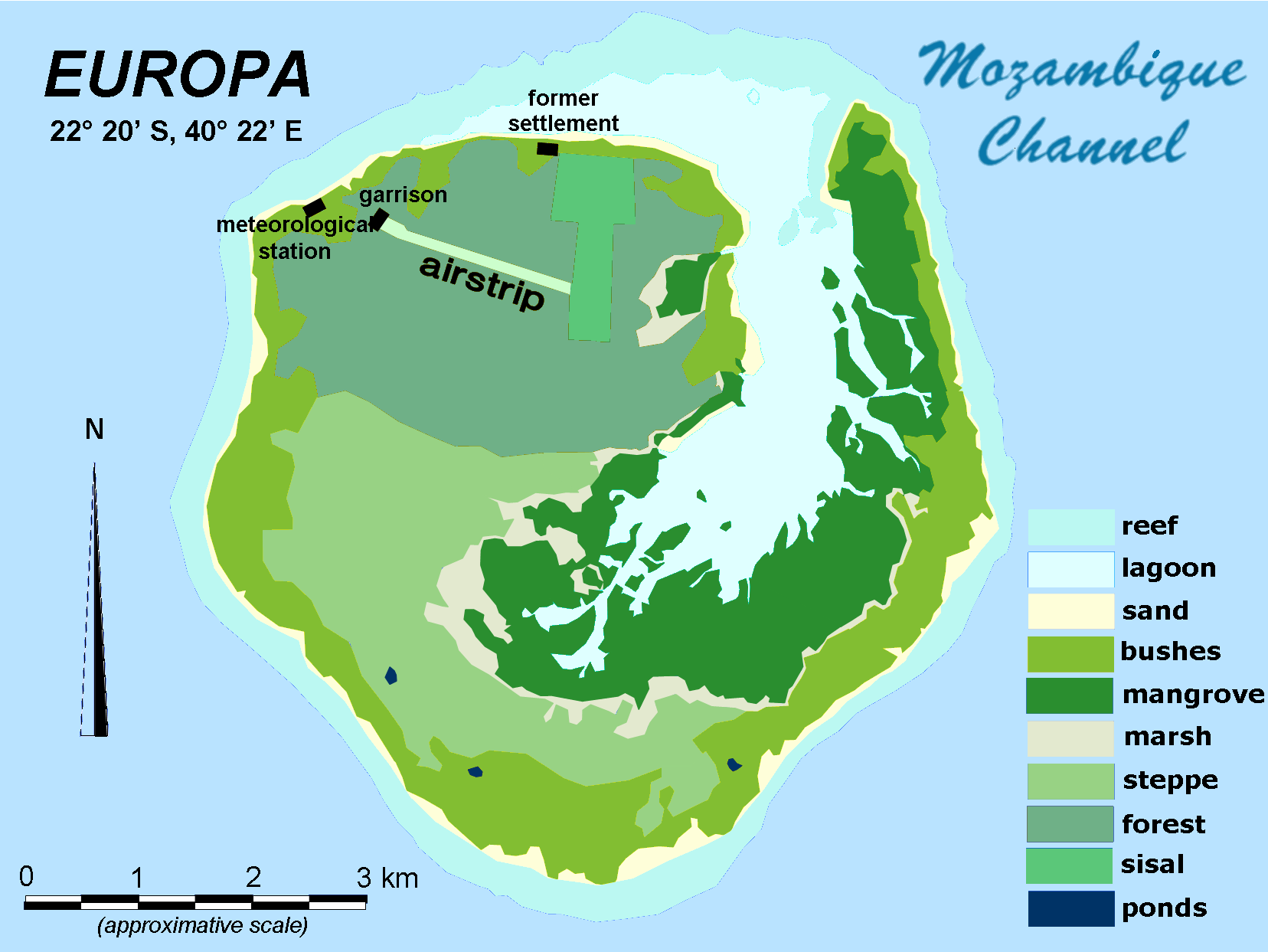
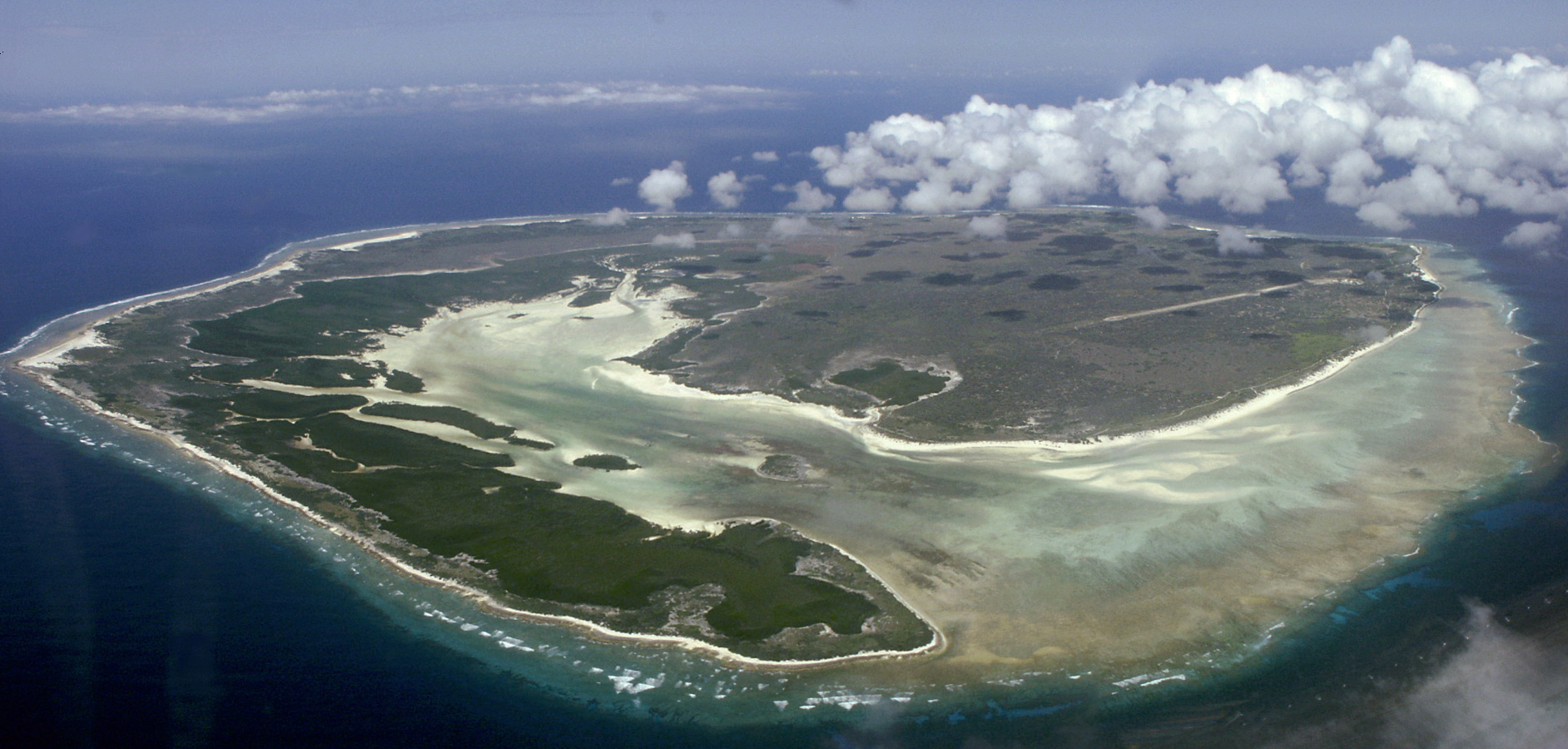